# Mathews Mar Athanasius
Mathews Mar Athanasius (Atanazy, imię świeckie Mathews Palakunnathu, ur. 25 kwietnia 1818 w Maramon, zm. 15 lipca 1877) – duchowny Syryjskiego Kościoła Ortodoksyjnego, w latach 1843-1877 metropolita Malankary. Przywódca frakcji reformatorskiej, która w późniejszym czasie doprowadziła do wyodrębnienia się protestantyzującego Kościoła Mar Thoma.

## Życiorys
Pochodził z pobożnej rodziny. W roku 1831, w wieku trzynastu lat, został wyświęcony na diakona. Uczył się w seminarium w Kottayam oraz w Madrasie. W 1840 wyruszył w długą podróż do Mardinu, gdzie w owym czasie mieściła się siedziba patriarchy antiocheńskiego. Podróż trwała pięć miesięcy; w tym czasie młody duchowny doświadczył wielu niebezpieczeństw, w czasie drogi przez pustynię zachorował, lecz został w porę dostrzeżony przez podróżnych i uratowany. Pomimo wielu trudności ostatecznie dotarł do Mardinu, gdzie poznał patriarchę Ignacego Eliasza II. Od niego otrzymał święcenia kapłańskie oraz sakrę biskupią. Został wówczas mianowany biskupem wakującej diecezji Mosulu, jednak po kilku miesiącach powrócił do Indii gdzie objął urząd metropolity. Jako metropolita walczył o prawa chrześcijan marginalizowanych przez hinduską większość. Przyczynił się także do założenia wielu szkół parafialnych. W czasie wizyty w jednym z kościołów został ugryziony przez szczura i podupadł na zdrowiu. Pomimo choroby do końca interesował się sprawami Kościoła. Zmarł 15 lipca 1877. Kościół Mar Thoma uważa go za swojego założyciela, mimo że ostatecznie wyodrębnił się już po śmierci metropolity.